# Baga

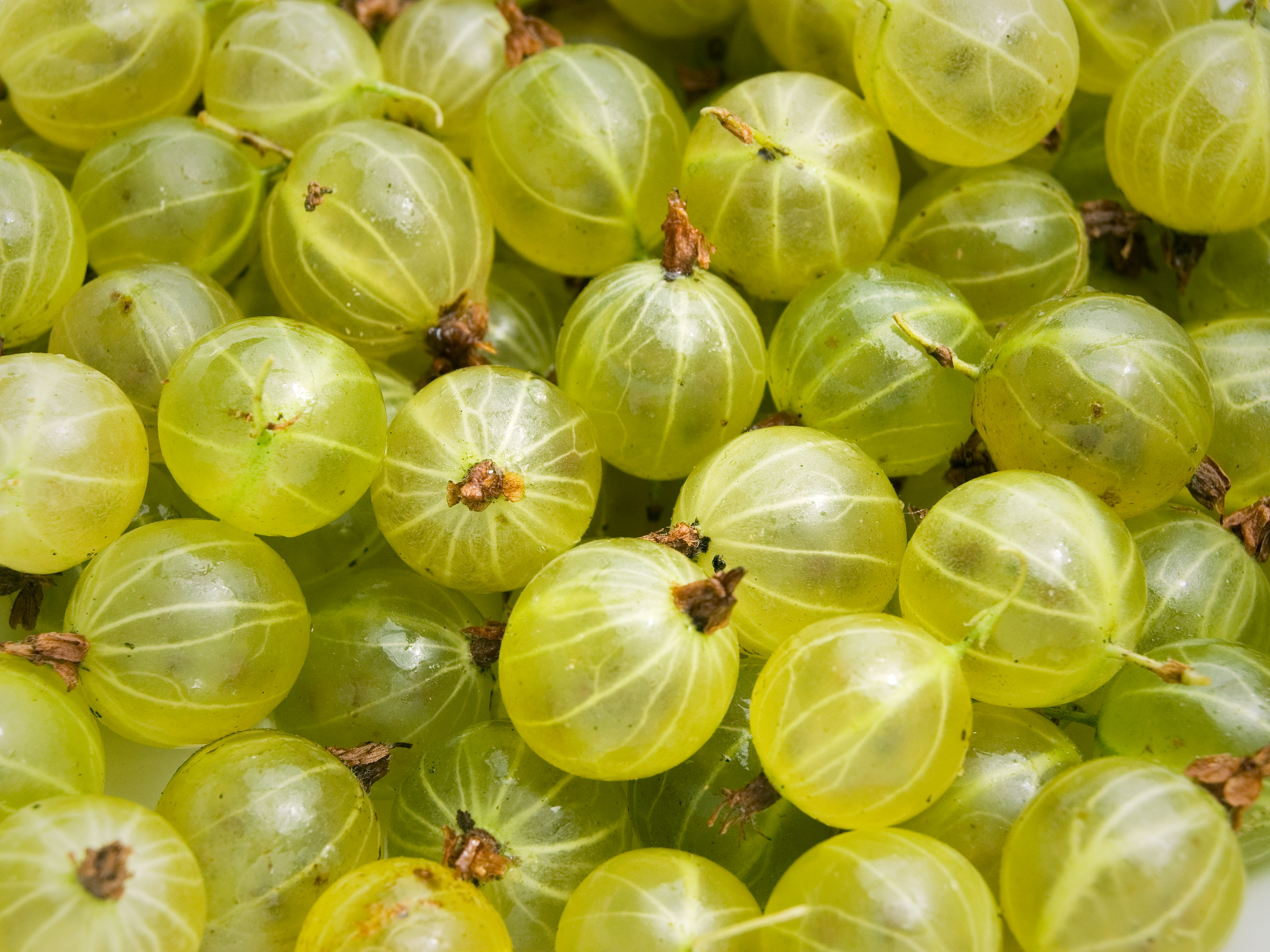
Groselha

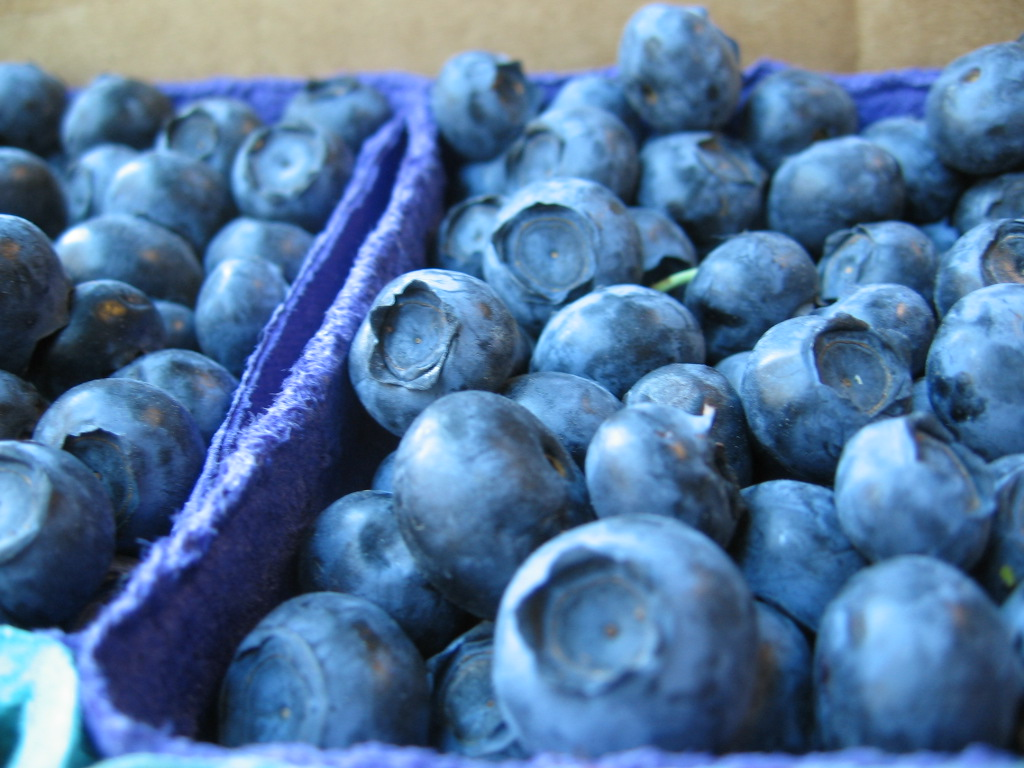
Mirtilo, também conhecido como uva-do-monte

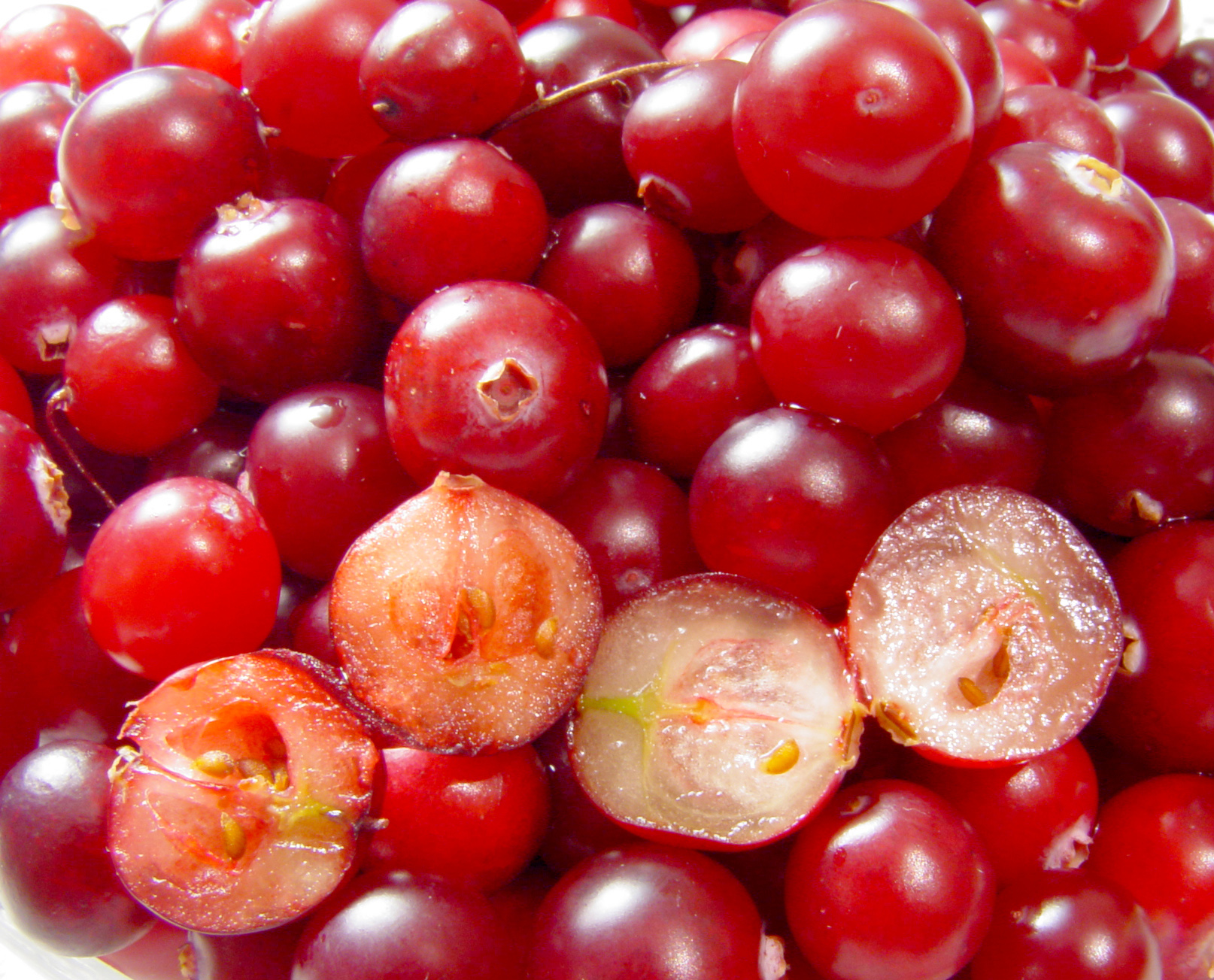
Oxicoco, também conhecido como arandos

Em botânica, a baga é o tipo mais comum de fruto carnudo simples, no qual a parede inteira do órgão ovário amadurece em um pericarpo comestível (a camada externa do fruto). As flores dessas plantas têm um ovário superior e, ele tem um ou vários gineceus dentro de uma cobertura fina e interiores muito carnudos. As sementes são embutidas na carne comum do ovário. Alguns autores consideram como bagas também alguns frutos com uma semente apenas, desde que a superfície desta semente não esteja aderida ao endocarpo. Uma planta que produz bagas se diz "bacífera".
O pericarpo da baga, normalmente comestível, é composto do exterior para o interior por um epicarpo muito fino, um mesocarpo carnoso (chamado sarcocarpo) e de um endocarpo carnoso, o que a diferencia da drupa, na qual o endocarpo é lenhoso.
Em linguagem comum e culinária, o termo "baga" refere-se normalmente a qualquer fruto pequeno e doce. Assim, neste sentido, ao contrário do sentido botânico, um morango ou uma amora serão bagas, e uma banana ou uma laranja, não.
O fruto dos citrus, como a laranja, quincã e limão, é uma baga modificada chamada hesperídio. O fruto dos pepinos e seus parentes são bagas modificadas chamadas de "pseudobagas" ou pepônios.
Na linguagem coloquial, a baga refere-se a qualquer pequeno fruto com múltiplas sementes. Os frutos agregados como a amora-silvestre, framboesa e o boysenberry são bagas neste sentido, mas não no sentido botânico.
Muitas bagas são pequenas, doces, suculentas e brilhantemente coloridas. Contrastando com o seu contexto, eles são mais atraentes a animais que os comem, ajudando na dispersão das sementes da planta. A maior parte das bagas são comestíveis, mas algumas são venenosas.
As cores da baga são devido a pigmentos naturais sintetizados pela planta. Uma pesquisa médica descobriu propriedades medicinais de polifenóis pigmentados, como flavonoides, antocianinas, tanino e outras fitoquímicas localizadas principalmente em peles de baga e sementes. Os pigmentos da baga são, normalmente, antioxidantes e, assim, têm uma capacidade de absorção de radicais livres (Oxygen Radical Absorbance Capacity, ORAC) que é alta entre plantas comestíveis. Junto com o bom conteúdo nutritivo, a expressão "capacidade de absorção de radicais livres" engloba várias bagas dentro de uma nova categoria de comida funcional chamada "superfrutos", numa indústria de milhares de milhões de dólares americanos que tem vindo a crescer rapidamente desde 2005 e que foi identificada pela DataMonitor como uma das 10 categorias alimentares de maior crescimento em 2008.
Um relatório de 2007 combinou quatro critérios — conteúdo nutritivo, qualidades antioxidantes, intensidade de pesquisa médica e êxito comercial —, dando um ranking de atividade comercial para seis superfrutos exóticos, incluindo goji, hippophae e açaí como o mais cotado.
|                 |            | Forma botânica                                                                      | Forma botânica                                            | Forma botânica                | Forma botânica                                         |
| Baga            | Pseudobaga | Hesperídio                                                                          | Não é baga                                                |                               |                                                        |
| --------------- | ---------- | ----------------------------------------------------------------------------------- | --------------------------------------------------------- | ----------------------------- | ------------------------------------------------------ |
| Forma coloquial | Baga       | cassis, oxicoco, mirtilo, groselha                                                  |                                                           |                               | morango, amora, framboesa, boysenberry, baga de zimbro |
| Forma coloquial | Não é baga | tomate, caqui, berinjela, goiaba, lúcuma, pimenta, romã, abacate, kiwi, uva, banana | abobrinha, abóbora, gourd, pepino, melão, meloa, melancia | laranja, limão, lima, toronja | maçã, pera, cereja, vagem, semente de girassol         |

## O uso da baga pelos nativos das Américas
No que diz respeito ao seu consumo por nativos das Américas, bagas são, em linguagem comum, mas não em linguagem botânica, todo fruto pequeno e doce como amora, ameixa, morango, groselha, framboesa, mirtilo e outros.
Os Timucua da Geórgia e Flórida coletavam inúmeros tipos de bagas, que eram comidas frescas. Quando se queria conservá-las, elas eram secas ao sol.
Os Maidu do norte secavam as bagas de várias espécies para o inverno ou as esmagavam e misturavam com raízes e sementes trituradas e faziam bolos. Estes eram secos ou embrulhados com folhas e cozidos. Para reconstituí-los, os imergiam em água e faziam sopa. Os Tubatulabal ferviam em água as bagas de elderberries (Sambucus sp.) e as comiam. Já as bagas de boxthor (Lycium torreyi) eram amassadas em um almofariz, misturadas com um pouco de água e moldadas em pequenos biscoitos, secos ao sol e armazenados. Para serem consumidos eram imersos em água. Bagas de (zimbro) (Juniperus californica) podiam ser consumidas fervidas em água ou quando secas tinham as sementes removidas, a polpa era esmagada em almofariz e ingerida crua.
A baga mais utilizada pelos índios norte-americanos era a common chockeberry (Prunus virginiana). Era comida ao natural pelos Abnaki de Montreal, pelos Apache do oeste do Arizona, pelos Lakota da Dakota do Norte e Dakota do Sul e por outros povos; os Ojibwa de Ontário misturavam o pó da baga com farinha de carne e faziam sopa e também faziam sopa com a farinha pura da baga. Outras tribos empregavam esta baga preparada de diferentes maneiras como alimento.
Os Karok da Califórnia secavam as bagas da manzanita (Arctostaphylus spp.), socavam com ovas de salmão, cozinhavam com pedras quentes em cestos e comiam. Os Pomo moíam as bagas secas, misturavam com água e a massa era seca ao sol. Com a massa, eram feitas sopas, pães e bebidas. Entre os Pomo, as crianças sugavam ou comiam, cruas, as flores da manzanita. Os Maidu do sul faziam mingau das flores da bigberry manzanita. Uma enorme variedade de bagas de diversas espécies era preparada de múltiplas maneiras e consumida por nativos californianos. As bagas eram coletadas balançando-se o arbusto, batendo-se nele com uma vara ou destacando o galho e chocalhando-o sobre um cesto.
Os Iroquois do Estado de Nova York e sul de Quebec consumiam ao morangos, framboesas, amoras, cerejas, groselhas e outras bagas ao natural ou adoçadas com xarope de boldo, secas ou em forma de bebidas. Algumas tribos canadenses faziam o sorvete de índio batendo soapberries (um tipo de baga).